# Sheffield General Cemetery
Sheffield General Cemetery is een begraafplaats, beschermd monument en natuurreservaat in het zuidwesten van de stad Sheffield, gelegen in het district Sharrow. Het was in de Victoriaanse periode de grootste begraafplaats van de stad; in de loop der jaren, vanaf de opening in 1836 tot de sluiting in 1978, werden er ruim 87.000 teraardebestellingen uitgevoerd. De architect was Samuel Worth en de uitvoerder was Robert Marnock. In zijn geheel is het kerkhof eigendom van het stadsbestuur van Sheffield. Het domein bevat meerdere waardevolle historische bouwwerken en wordt beheerd door de Sheffield General Cemetery Trust.

## Overzicht

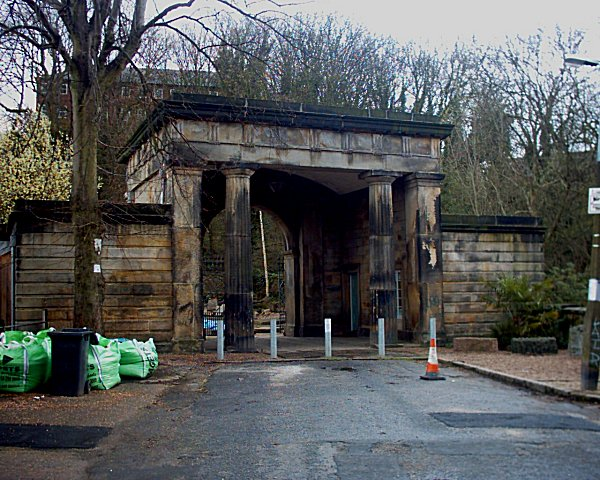
De monumentale algemene ingangspoort

Sheffield General Cemetery werd op een oude steengroeve gebouwd. Het bezit een nonconformistisch en een traditioneel anglicaans gedeelte dat in 1846 werd toegevoegd. De grote ingangspoort in Romeinse stijl staat over het riviertje Porter Brook; dit symboliseert het oversteken van de Styx door overledenen in de Griekse mythologie. Aan de poort grenst het beschermde huis van de ambtenaar van de burgerlijke stand die met het overlijdensregister was belast.
Vanaf de algemene ingangspoort over de Porter Brook tot aan de kleinere anglicaanse ingang op Cemetery Road loopt een hoge muur langs de beek. Op de begraafplaats zelf scheidt The Dissenters’ Wall de anglicaanse, gewijde grond van de nonconformistische. In 1980 werden op het anglicaanse gedeelte echter 800 grafstenen geruimd, waardoor een park ontstond (de lichamen bleven onaangeroerd). Weliswaar heeft men hier de zerk van een naamloze baby intact gelaten, alsook die van Waterloo-veteraan Thomas Sands en Francis Dickinson, overlevende van de Charge van de Lichte Brigade. De kleinere toegangspoort op Cemetery Road is in oud-Egyptische stijl en toont twee ouroborossen.

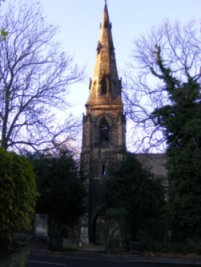
Anglicaanse kapel

Voorbij de Egyptische ingangspoort van het anglicaanse gedeelte op Cemetery Road staat een anglicaanse kapel in neogotische stijl, ontworpen door William Flockton en gebouwd in 1850. De kapel heeft een buitengewoon hoge spits en ramen met ogieven; ze is echter bouwvallig en gesloten voor het publiek.

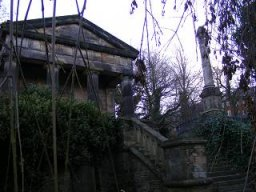
Nonconformistische kapel

Het nonconformistische deel van de begraafplaats huisvest een kapel in de vorm van een tempel met trappen, geheel in Egyptische stijl met vier zuilen. Boven de ingang prijkt een afbeelding van een duif die de Heilige Geest voorstelt. Nabij deze kapel liggen vrijmetselaars begraven. Onder aan de trappen lopen twee gangen met catacomben. Ook deze kapel is in slechte staat en niet toegankelijk. 

## Verval en restauratie
Sedert de sluiting voor nieuwe teraardebestellingen in 1978 werd de begraafplaats nagenoeg onaangeroerd gelaten; hierdoor werden de graven geleidelijk aan overwoekerd door onkruid, terwijl de daken en ramen van de kapellen steeds bouwvalliger werden, hetgeen ook voor bezoekers gevaarlijk werd. In 2003 werd, met de hulp van het erfgoedfonds van de Britse loterij, een aanvang genomen met de restauratie. De Romeinse en de Egyptische toegangspoort werden reeds aangepakt; de nonconformistische kapel, die sinds de jaren 50 niet meer gebruikt is, zal door de South Yorkshire Buildings Preservation Trust gerestaureerd worden. De Sheffield General Cemetery Trust organiseert rondleidingen en informatiedagen op het kerkhof, en beheert tevens, met het oog op genealogische onderzoeken, een register van alle uitvaarten die er ooit hebben plaatsgevonden.

## Personen
Van de meer dan 87.000 begrafenissen op Sheffield General Cemetery was de eerste die van ene Mary Ann Fish, die in 1836 aan tuberculose gestorven was. Opvallend is echter het rijkelijk geornamenteerde graf van staalmagnaat Mark Firth, die tevens de Universiteit van Sheffield stichtte en wiens grafmonument door een authentieke, nog steeds intacte stalen omheining uit zijn eigen fabriek omringd is. Voorts heeft missionaris en wereldreiziger George Bennet een monument op het kerkhof, al ligt hijzelf er volgens de Trust niet begraven en is hier dus sprake van een cenotaaf. Hun beider monumenten zijn beschermd, alsook dat van industrieel James Nicholson, met bovenop een standbeeld van een treurende engel.
Samuel Holberry, boegbeeld van het chartisme, heeft een eenvoudige zerk nabij de Egyptische poort op Cemetery Road en ligt niet ver van James Gunson begraven, de bouwer van Dale Dyke Dam die in 1864 ongewild de overstroming van Sheffield veroorzaakte. Van deze ramp liggen tevens 77 slachtoffers op de begraafplaats, benevens journalist Samuel Harrison die de gebeurtenis voor het nageslacht bewaarde.
Eveneens notabele begravenen op Sheffield General Cemetery zijn architect William Flockton en George Bassett, uitvinder van de Engelse drop.